# Eugeniusz Fąfara

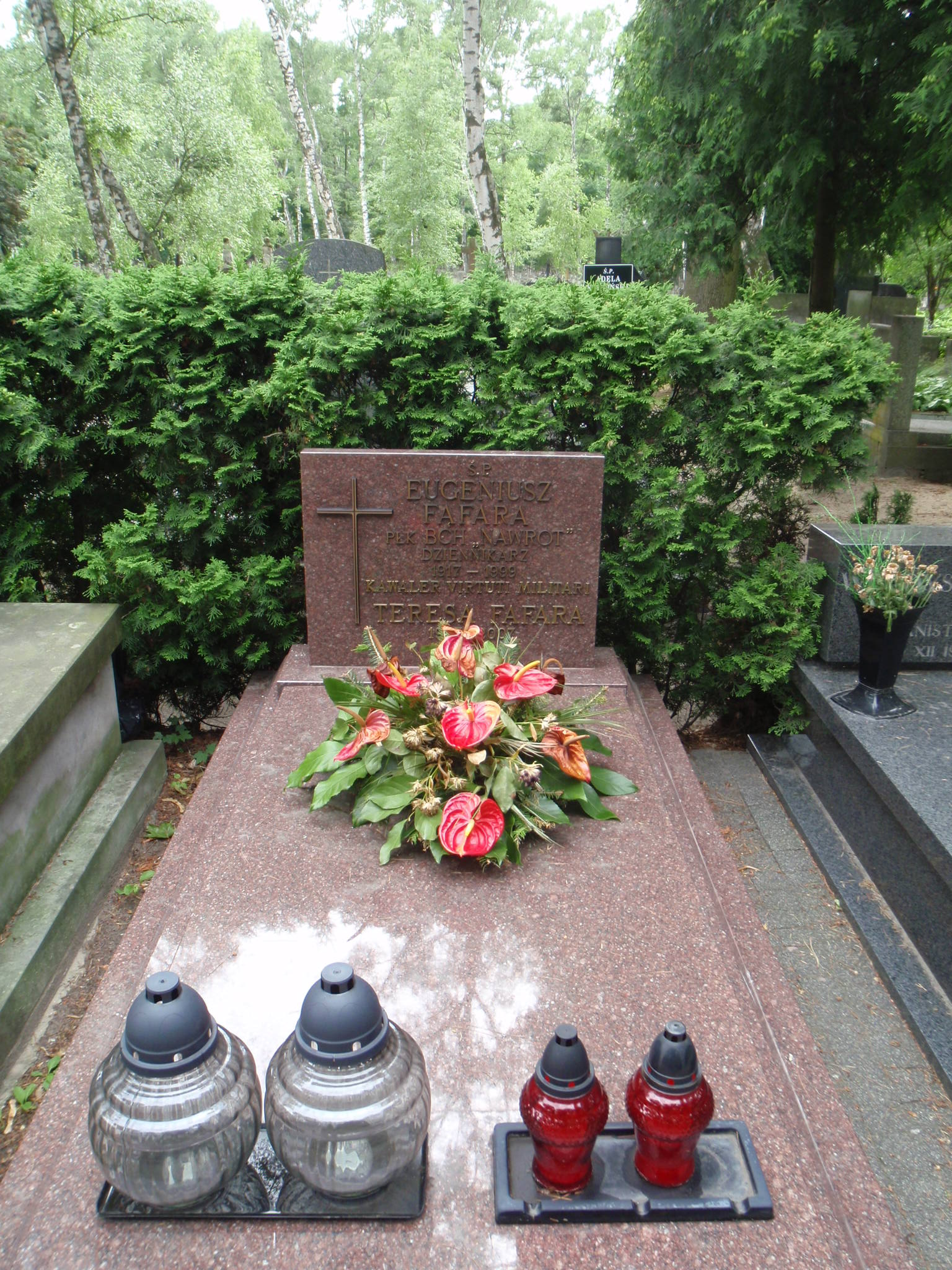
Grób Eugeniusza Fąfary na Cmentarzu Powązki Wojskowe w Warszawie

Eugeniusz Fąfara (3 września 1917, zm. 3 listopada 1999) – podpułkownik rezerwy Wojska Polskiego, żołnierz Batalionów Chłopskich, dziennikarz, pisarz.

## Życiorys
Urodził się w Dębnie (powiat kielecki) jako syn Stanisława i Julii. Uczęszczał do gimnazjum w Ostrowcu Świętokrzyskim. Należał do Związku Młodzieży Wiejskiej i Stronnictwa Ludowego. We Lwowie był współorganizatorem Niezależnej Bratniej Pomocy Studentów. Ukończył Dywizyjny Kurs Podchorążych Rezerwy przy 4 pułku piechoty Legionów w Kielcach. Uczestniczył w kampanii wrześniowej, dowodził plutonem. W latach 1939–1940 pełnił funkcję komendanta opatowskiego Związku Walki Zbrojnej.
Wiosną 1941 roku przeszedł do Batalionów Chłopskich, został wówczas komendantem rejonu I „Krzyż”. Dwukrotnie, w 1942 i 1944, ranny. Od listopada 1943 roku działał na terenach gminy Łagów oraz jej okolicznych (powiatu opatowskiego i kieleckiego). W czasie jego kierownictwa zostały zorganizowane cztery kompanie Batalionów Chłopskich. Ponadto Fąfara utworzył oddział specjalny BCh, który w latach 1943–1944 toczył walki z okupantem w Górach Świętokrzyskich. Od lipca 1944 roku walczył w składzie 2 Dywizji Piechoty Armii Krajowej. W 1945 uczestniczył w kursie dowódców batalionów w Wyższej Szkole Oficerskiej w Rembertowie.
Po zakończeniu II wojny światowej należał do Polskiego Stronnictwa Ludowego, następnie zaś do Zjednoczonego Stronnictwa Ludowego. Pracował jako dziennikarz w „Gazecie Ludowej”, „Dzienniku Ludowym”, „Woli Ludu”, „Głosie Pracy” i „Zielonym Sztandarze”. Od 1982 pełnił funkcję wiceprezesa Krajowej Komisji do spraw byłych żołnierzy BCh przy Naczelnym Komitecie ZSL. Jest autorem kilku książek, m.in. W świętokrzyskiej partyzantce (1969) i Gehenna ludności żydowskiej (1983). 
Zmarł 3 listopada 1999, został pochowany na cmentarzu Powązki Wojskowe w Warszawie (kwatera 3A-3-15).

## Odznaczenia
- Medal "Za zasługi dla ruchu ludowego" (1984)[4]